# Xhibit Corp
Xhibit Corp es una compañía pública (sociedad anónima) especializada en CRM (administración basada en la relación con los clientes)  con base en Tempe, Arizona. Xhibit Corp ha hecho énfasis en la comunicación entre clientes y vendedores a través del uso de canales de marketing de Internet. La lista de herramientas utilizadas incluye programas de afiliación y redes sociales. La empresa está listada en Hoover's.

## Propiedades
Xhibit Corp es dueña de varias propiedades en línea: Adbind.com, Lead Revolution, FlyReply, TwitYap y Movie Social. Cada una de estas compañías se enfoca sobre un nicho particular del mercado.

## Historia
Xhibit Corp comenzó como una subsidiaria de NB Manufacturing. En el año 2012 ambas compañías fueron fusionadas mediante un proceso de fusión inversa. La nueva compañía se llamó Xhibit Corporation.
Mirco Pasqualini, director creativo premiado, fue designado como jefe creativo en enero de 2013, mientras que Michael Greco, un ejecutivo con experiencia en la industria del espectáculo, fue designado como vicepresidente del área de la compañía dedicada a la industria del espectáculo y las propiedades de celebridades. James D. Staudohar fue designado como el primer director independiente de la compañía.

## Clientes
Entre los clientes de Xhibit Corp se encuentran ConvergenceHealth, (una importante compañía global de sistemas y tecnología de la salud) y Autodata Solutions, una compañía que provee servicios de subcontratos de procesos de negocios y soluciones basadas en tecnologías de la información para la industria automotriz.